# Magali Luque
Magali Luque (Lima, 22 de abril de 1971) es una músico peruana. Inició su carrera musical estudiando Dirección Coral en Kodály Escuela de Música, más adelante ingresó al Conservatorio Nacional de Música para seguir la especialidad de Contrabajo. Tras varios años de dedicarse a la música académica, decide migrar a la música "popular" y se convierte en fundadora y líder de las bandas Sándalo y posteriormente, Lunazul.
Por su calidad de ecléctica compositora, arreglista, multinstrumentista y extensa y expresiva tesitura vocal , es convocada constantemente por diversos músicos y directores de la escena local, teatro, cine y danza.
En el año 2007 lanza su primer disco solista llamado "Básica", donde explora diversos ámbitos sonoros, de una riqueza tímbrica basada mayormente en instrumentos acústicos ejecutados principalmente por ella.
Su segunda producción solista VOY, llega en el año 2011 y su tercera entrega HABÍA UNA VEZ, 
en el año 2017. En el 2021 lanza su sencillo SAUCECITO, canción de corte andino, grabada dentro de la cuarentena por ella misma en su casa.
Produce junto al reconocido músico Martín Venegas , el disco del colectivo Cantautoras Peruanas del cual forma parte, esto es en el año 2016.
En el 2022 compone la música para cuatro obras de teatro: El más hermoso y triste paisaje del mundo , Astrágalo , El Gran Fuego y El niño que vuela .
Actualmente dirige el Coro de Egresados de la Universidad Nacional Mayor de San Marcos (ACESM) y continúa componiendo música para teatro.

## Discografía
Como solista
Había una vez (2017)
1. Niña de ayer
2. Arroz con leche
3. Chica
4. Gris
5. Antes que tú
6. Herencia Ancestral
7. Aguacero y niebla
8. Héroes
9. Bajo el puente
10. Viejecita de la canasta

Voy (2011)
1. Alegría ciega
2. Amén
3. Espina
4. Adiós
5. Olvidarte
6. En el bosque
7. Aniversario
8. Hoy no voy a respirar
9. Imagen irreal
10. Nana

Básica (2007)
1. Aún
2. Vida de perro
3. No voy a decírtelo
4. Canción básica
5. Medicina perfecta
6. Nudos
7. Pensar en ti
8. Equivocadamente tuya
9. Amnesia
10. Dime
11. Sin título
12. Mengua
13. Duerme

Saucecito  (sencillo 2021)
Raven  (sencillo 2022)
Something stupid   (cover-sencillo 2023)
Un día es perfecto  (sencillo 2024)

Con la banda Lunazul
Lunazul (2000)
1. Baco
2. Secreta identidad
3. Pensar en ti
4. Circo de gente
5. Caminante
6. ¿Quién eres?
7. Imagen irreal
8. Solo eres tú
9. Utopía
10. Desaparece
11. Déjame